# Learned Hand
Pour les articles homonymes, voir Hand (homonymie).
Billings Learned Hand (né le 27 janvier 1872 à Albany (New York) et mort le 18 août 1961  à New York), habituellement simplement nommé Learned Hand, était un célèbre juge américain et un défenseur actif de la liberté d'expression. Diplômé d'Harvard, on se souvient de lui surtout pour avoir appliqué un raisonnement économique à la Tort Law (loi américaine équivalent au délit civil). Hand est considéré comme l'un des juristes américains les plus influents du XXe siècle, bien que n'ayant pas servi à la Cour suprême.
Il servit à la cour d'appel du deuxième circuit, siégeant à New York, de 1924 à 1951.

## Origine et jeunesse
Learned Hand naît à Albany (New York) le 27 janvier 1872 au sein d’une famille de juristes. Son grand-père maternel, Billings Peck Learned ainsi que son père, Samuel Hand, étaient tous les deux avocats. Son cousin, Augustus Noble Hand, était également un juriste important du XXième siècle.
La famille Hand, issue de l’immigration anglaise du XVIIe siècle, était une famille aisée et respectable de l’État de New York. Elle était également active au sein du Parti démocrate, son père étant même conseiller de certains gouverneurs.
L’année 1886 est marquée par le décès de son père, Samuel Hand, atteint d’un cancer de la langue. Hand devient alors le seul héritier masculin de la famille et subit beaucoup de pressions de la part de sa mère. Cette pression s’accompagne de lourdes responsabilités familiales et éducatives. On peut dire que Learned Hand vivra pendant de nombreuses années dans l’ombre du succès de son père, ce qui pourrait expliquer en partie son caractère, décrit comme introverti et anxieux.
On retrouve chez Learned Hand l’importance de la valeur du travail, notamment inculquée par sa mère - Lydia Hand - qui lui transmettra les principes de la culture religieuse protestante et son “éthique du travail”. Cette éthique se retrouvera tout au long de sa carrière. Bien que Learned ait admis que la religion l’ait énormément aidé lors du décès de son père (il écrira notamment ces mots à son ami et cousin Augustus Noble Hand: “If you could imagine one half the comfort my religion has given to me in this terrible loss, you would see that Christ never forsakes those who cling to him”), Learned se révélera plutôt être agnostique et adogmatique.
En 1902, Learned Hand épouse Frances Fincke, une jeune femme décrite comme intelligente et indépendante, rencontrée au Québec dix-huit mois plus tôt. Ils auront ensemble 3 filles: Mary Deshon (1905), Frances (1907), et Constance (1909).
Learned Hand et sa femme financeront la New School, originellement la New School for Social Research. Il s’agit d’une université dédiée aux sciences sociales. Elle a été fondée notamment par Herbert Croly et John Dewey. Eleanor Roosevelt y sera diplômée.
Hand est un père et mari anxieux et perfectionniste, tout en étant souvent absorbé par son travail. Les Hand vivant assez loin de New York où Learned Hand pratique le droit en tant qu'avocat puis en tant que juge, la famille est souvent séparée ce qui provoquera certaines tensions dans leur mariage, ainsi qu’un sentiment de culpabilité chez Hand.
Certains auteurs voient un parallèle important entre l'abnégation judiciaire et personnelle de Hand au point de comparer le besoin d’indépendance de sa femme à l’indépendance que Hand accordera toujours aux autres branches gouvernementales, signe de son judicial restraint.

## Formation à Harvard
Learned Hand entre à Harvard en 1889 pour étudier la philosophie et l’économie au Harvard College. Il y sera notamment influencé par William James, Josiah Royce et George Santayana qu’il considère comme “the most shining stars of Harvard”.
On retrouve l’influence de James dans la conception philosophique de Learned Hand. Cette philosophie est fondée sur un scepticisme marqué ainsi qu'un pragmatisme fort.

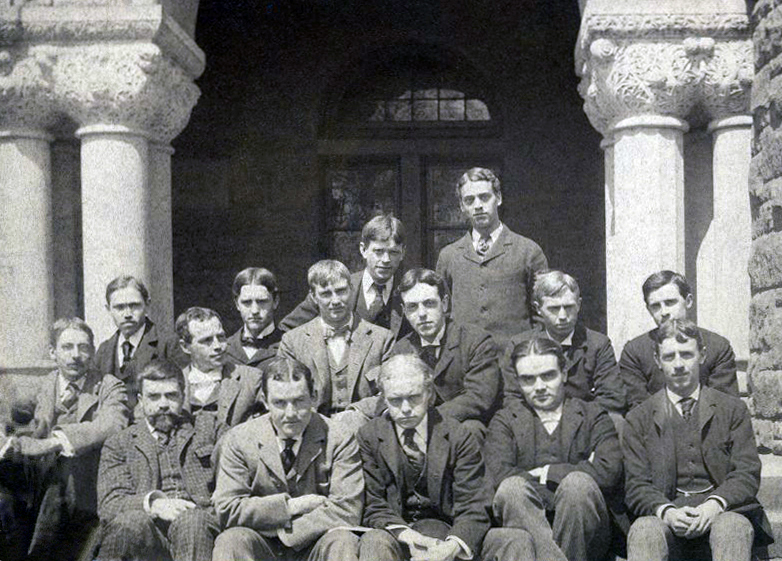
Learned Hand devant le Austin Hall à la Harvard Law School (premier rang, deuxième en partant de la droite)

Une fois son Bachelor of Arts en poche, son entourage et la tradition familiale le poussent vers le droit alors qu’il pensait s’orienter vers la philosophie.
Il entre donc à la Harvard Law School de 1893 à 1895. Il y suivra les enseignements de Christopher Langdell, doyen de l’école innovant dans l’étude du droit en promouvant la “casebook method ” - assez proche in fine de la conception philosophique et de l’approche du droit de Hand, Samuel Willison, John Chipman Gray, James Barr Ames ainsi que James Bradley Thayer. Ce dernier lui enseigna notamment le droit constitutionnel et le droit de la preuve. Hand disait de lui qu’il était “the teacher who counted most to me”. Thayer propose “to imbue us with a scepticism about the wisdom of setting up courts as the final arbiters of social conflicts, [a skepticism] which many of [us] always retained”, une philosophie très alignée avec celle dont Hand s’était inspiré en suivant William James.
Theodore Roosevelt, Louis Brandeis, Felix Frankfurter et Learned Hand font partie des figures qui ont publiquement annoncé qu’ils adhéraient à l’approche constitutionnelle de Thayer,.
Dès son passage à Harvard, on peut donc retrouver les sources du “judicial restraint” qui sera si souvent une pierre angulaire de la philosophie juridique de Learned Hand. C’est également à Harvard que Hand développera sa sensibilité par rapport à la tradition juridique, entre un respect fidèle mais également une conscience que cette tradition doit être utilisée de manière flexible, voire créative. On dit de Hand qu'il est un "artisan du droit",.
Notons que Learned Hand n’a pas simplement adopté la doctrine de Thayer (qui n’était plus complètement adaptée au contexte économique et social au moment où Hand était juge) mais a tenté d’élargir les idées de Thayer et de les utiliser comme outil politique pour faire progresser ses idéaux.
L’arrivée à Harvard fut assez difficile pour Learned Hand. Il a du mal avec l’idée que les étudiants doivent se ranger en fonction de leur classe sociale qui détermine leur statut social et leur appartenance aux groupes sociaux d’Harvard. Il se concentre au début principalement sur ses études et ne s’investit pas dans la vie sociale étudiante - notamment car il est rejeté par les groupes qui l’intéressent le plus (dont le Porcellian Club). Il est généralement décrit comme un “social outsider”, rempli de doute et d’anxiété.
À partir de sa deuxième année, ses relations sociales se développent. Il rejoint le Hasty Pudding Club en 1892 ainsi que “The Harvard Advocate” dont il deviendra même le président.

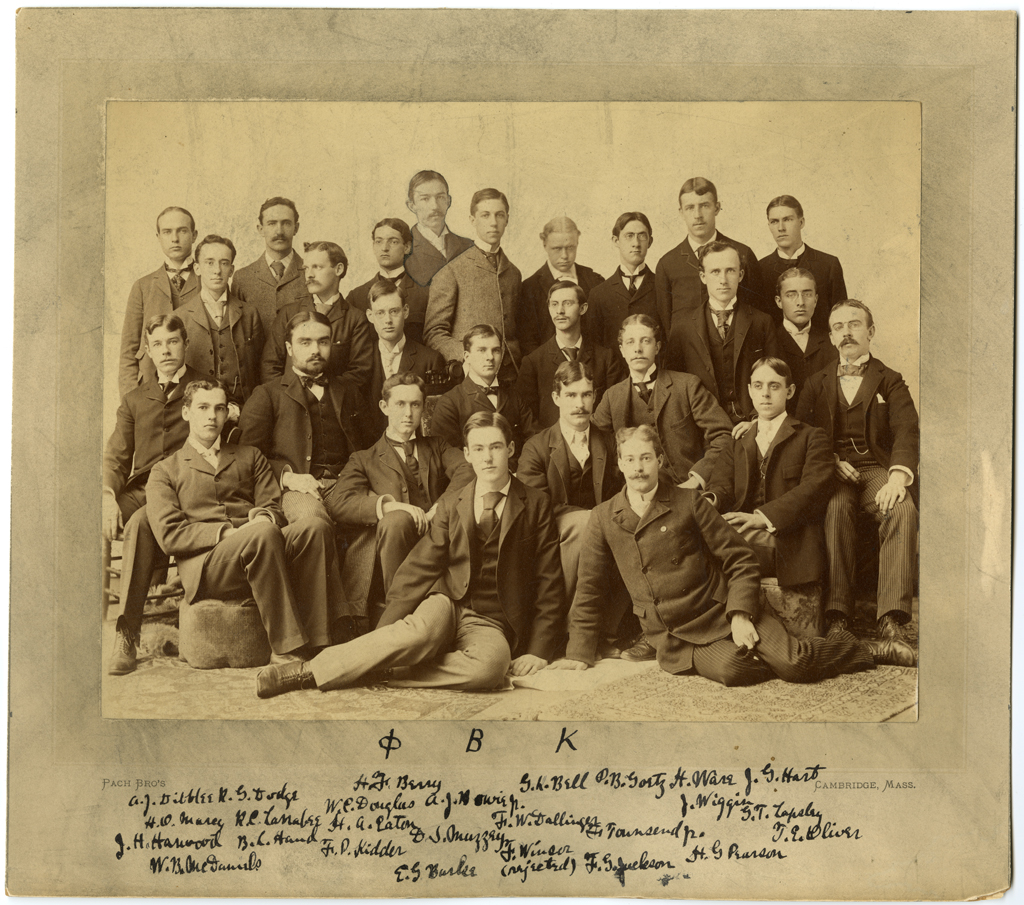
Learned Hand au sein de la société Phi Beta Kappa (second rang, deuxième en partant de la gauche (avec un nœud papillon))

L’arrivée de Hand à la Harvard Law School marque également son entrée dans 3 associations:
1. La société Phi Beta Kappa en 1895[6].
2. Sa participation au Pow-Wow Club, un club de simulation de procès et de plaidoiries[1].
3. Sa participation à la Harvard Law Review, dont il fut même le rédacteur en chef en 1894 et dont faisait également partie son ami Felix Frankfurter[1].

Ces investissements et accomplissements constituent une grande source de fierté pour Learned Hand, ainsi qu’une source non négligeable de rencontres et de brassages d’idées.
Les rencontres que Learned Hand aura faites à Harvard et dans les différentes associations dont il a fait partie auront un impact considérable sur sa philosophie et son approche juridique.

## Étapes de sa carrière
À sa sortie de la Faculté de droit d’Harvard, Learned Hand commence sa carrière juridique par la profession d’avocat à Albany en 1896 dans le cabinet d’un de ses oncle Matthew Hale, avant de se tourner vers New-York en novembre 1902.  
En 1909, il est nommé par le président en fonction William Howard Taft à l’âge de 37 ans juge à la Federal District Court de New-York. Il y travaille sur des affaires relevant de nombreux domaines du droit, mais est surtout confronté à des affaires de droit commercial et des faillites.
Il est reconnu pour ses qualités rédactionnelles et la clarté de ses raisonnements. Il s’illustre notamment par ses opinions écrites en matière de liberté d’expression durant la Première Guerre mondiale, en proposant une interprétation extensive du premier amendement de la Constitution des États-Unis.
Cette reconnaissance par ses pairs se traduit par sa nomination à Federal Court of Appeals du Second Circuit, en 1924 par le président Calvin Coolidge. Il acquiert alors une véritable notoriété nationale, en donnant des conférences à travers tout le pays. Il est également interviewé sur les ondes de CBS avec Felix Frankfurter sur les difficultés de l’interprétation des lois et sur l’art de juger.
En février 1939, il devient juge en chef du Second Circuit dans les faits, car le titre ne sera créé officiellement qu’en 1948.
Il siègera au sein de la Federal Court of Appeals jusqu’à sa demi-retraite en 1951 et sa mort en 1961.

### Les occasions manquées de nomination à la Cour suprême
Hand est considéré comme l’un des juges les plus influents de l’histoire américaine, bien qu’il n’ait jamais été juge à la Cour suprême. Il a pourtant été plusieurs fois pressenti comme potentiel candidat à une telle nomination. La première occasion s’est présentée en 1930, lorsque le président Herbert Hoover devait nommer un nouveau juge. Malgré le soutien de Felix Frankfurter, le président ne nomma pas Hand en raison de son passé politique en faveur de Theodore Roosevelt en 1912.
La seconde occasion se présenta en 1942. Une fois de plus soutenu par Felix Frankfurter, Franklin D. Roosevelt refuse de le nommer, n’étant pas certain du futur comportement de Learned Hand au sein de la Cour suprême. La position du président doit être comprise dans un contexte où la Cour suprême des États-Unis avait fait preuve d’un activisme judiciaire important, une période appelée l’ère Lochner. Franklin D. Roosevelt, qui a avait vu bon nombre de législations du New Deal annulées par la Cour suprême, voulait alors nommer un juge en qui il pouvait faire confiance.
Learned Hand a exprimé plus tard son regret de ne pas avoir été nommé à la Cour suprême.

### Seconde Guerre mondiale
Lorsque la guerre éclate en Europe, Hand adopte une position anti-isolationniste, quoiqu’il ne le déclare pas ouvertement en raison de sa fonction de juge. Il prononce toutefois un célèbre discours en 1944 lors de l’évènement « I am an American Day », qui célèbre la naturalisation des nouveaux américains. Cette allocution, qui sera déclamée devant plus d’un million de personnes, restera comme un des textes les plus connus de Hand, d’autant que plusieurs journaux comme le New-York Times publieront le discours dans les jours suivants. Il écrit notamment :
« What then is the spirit of liberty? I cannot define it; I can only tell you my own faith. The spirit of liberty is the spirit which is not too sure that it is right ; the spirit of liberty is the spirit which seeks to understand the minds of other men and women; the spirit of liberty is the spirit which weighs their interests alongside its own without bias; the spirit of liberty remembers that not even a sparrow falls to earth unheeded; the spirit of liberty is the spirit of Him who, near two thousand years ago, taught mankind that lesson it has never learned, but has never quite forgotten; that there may be a kingdom where the least shall be heard and considered side by side with the greatest. »

### Fin de carrière
En 1947, Learned Hand a 75 ans. Nommé Chief Judge en 1948 de la Cour d’Appel du Second Circuit, il continuera à exercer sa fonction jusqu’en 1961, année de sa mort. Pendant la période du Maccarthysme, Hand s’oppose à la politique menée, bien qu’il prenne garde de ne pas s’exprimer publiquement à ce propos. Il a néanmoins l’occasion de juger quelques affaires concernant des personnes accusées de communisme.

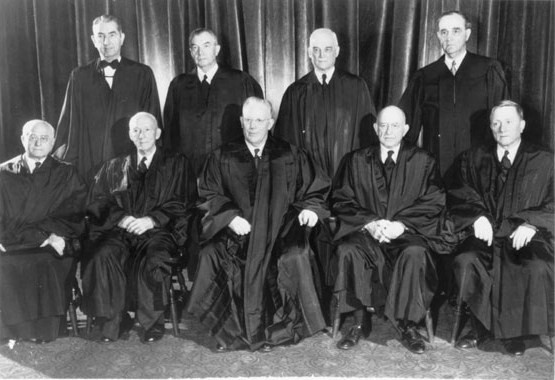
Warren Court, lors de la décision portant sur Brown v. Board of education

Dans United States v. Coplon, Hand et sa Cour renverse une condamnation d’une communiste ayant commis des vols au département de la Défense en raison des manquements aux droits de la défense de l’accusée. Cette décision lui vaudra des menaces de la part des défenseurs du Maccarthysme, d’autant que l’affaire Coplon est l’un des procès les plus suivis de l’Après-Guerre.
A l’inverse, dans l’affaire Dennis où le juge Hand et sa Cour confirment la condamnation de l’accusé, c’est l’autre camp du Maccarthysme qui lui envoie des menaces.
Il critique la Warren Court et de la décision de la Cour suprême dans Brown v. Board of education car elle fait preuve d’activisme judiciaire. Mécompris sur les motifs de sa critique, il reçoit le soutien des conservateurs et des ségrégationnistes, qui ont utilisé les conférences données par Hand pour soutenir que la Cour suprême agissait comme législateur. Hand se désolidarise et distingue bien le principe d’être contre le fait que la cour légifère et un soutien à la doctrine ségrégationniste.

## Positions juridiques

### La retenue judiciaire ou lejudicial restraint
Dès la publication de sa première contribution à la Harvard Law Review intitulée Due Process of Law and the Eight-Hours Day, Hand s’est toujours placé en faveur de la retenue judiciaire. D’après ce concept, opposé à l’activisme judiciaire dont fait preuve la Cour suprême depuis le début de l’ère Lochner, le juge doit limiter l’exercice de son propre pouvoir lorsqu’une question de constitutionnalité est soulevée dans une affaire. En effet, sur une période s’étalant de 1897 à 1937, la Cour suprême des États-Unis a régulièrement écarté des lois à portée économique et sociale car elles les estimaient contraires à la Constitution.
D'après les adeptes de la retenue judiciaire, le juge doit s’abstenir d’invalider un acte du pouvoir législatif, à moins d’être confronté à une inconstitutionnalité flagrante, les juges n'ayant pas la légitimité démocratique pour s’opposer aux lois du Congrès.
Learned Hand militera en faveur de ce concept en précisant sa portée. Alors qu’il était que juge de première instance, il estimera que “it is not desirable for a lower court to embrace the exhilarating opportunity of anticipating a doctrine which may be in the womb of time, but whose birth is distant”. Ainsi, il précise que le rôle des Cours inférieures est de suivre les précédents énoncés en la matière. Cependant, le juge reste libre de critiquer la loi dans une opinion écrite en marge de l’arrêt.
Son choix de la retenue judiciaire vient notamment de son enseignement avec Thayer à Harvard et s'est renforcé en même temps que son opposition à la position conservatrice de la Cour suprême en matière de régulation fédérale de l’économie.
Parmi les défenseurs de ce concept, on compte également Felix Frankfurter ou Oliver Wendell Holmes.

### La liberté d'expression
Learned Hand a, dès ses premières années de juge, favorisé une conception protectrice de la liberté d’expression, protégée par le premier amendement de la Constitution des États-Unis. En 1917, dans un arrêt Masses Publishing Co. v. Patten, il écrit une opinion qui sera suivie par la Cour suprême bien des années plus tard, en 1960 (Brandenburg v. Ohio). Il estime notamment qu’un journal ou un article ne peut être interdit que si l’auteur enjoint clairement le lectorat à violer la loi. En temps de guerre, ce jugement sera renversé par la Cour d’Appel.
Il adopte aussi une position opposée à la censure, lorsqu’il autorise la publication d’un livre de James Joyce accusé de contenir des obscénités.
Enfin, en 1950, pendant la période dite du Maccarthysme, le juge Hand rend une opinion célèbre qui lui vaudra des menaces de mort dans l'affaire Dennis v. United States. Eugène Dennis (secrétaire général du Communist Party prônant des réformes socialistes) est condamné pour violation du Smith Act de 1940 (une loi rendant illégal tout acte qui viserait à contester le gouvernement). Ce dernier invoque le premier amendement et son droit à la liberté d’expression. Hand confirmera la légalité du Smith Act de 1940 estimant qu’il ne relevait pas de son rôle de juge de limiter un acte du Congrès. Pour contrôler la légalité de cet acte, Hand adaptera le “clear and present danger test” développé par Oliver W. Holmes quelques années auparavant. Hand confirmera alors la condamnation d’Eugène Dennis, car les appels de celui-ci à renverser violemment le gouvernement constitue un grave et probable danger qui justifie la limitation du droit à la liberté d’expression. Il s’agit d’une nouvelle illustration de la retenue judiciaire de Learned Hand - décision qui sera par ailleurs confirmée par la Cour suprême dans Dennis v. United States.

### Le New Deal de Roosevelt
Étant juge à la Cour d'appel du second circuit de New-York, de nombreuses lois du New Deal sont soumises à son jugement. Ses raisonnements sont scrutés de près tant par les politiciens que les juristes, car la notoriété de Hand est maintenant acquise.

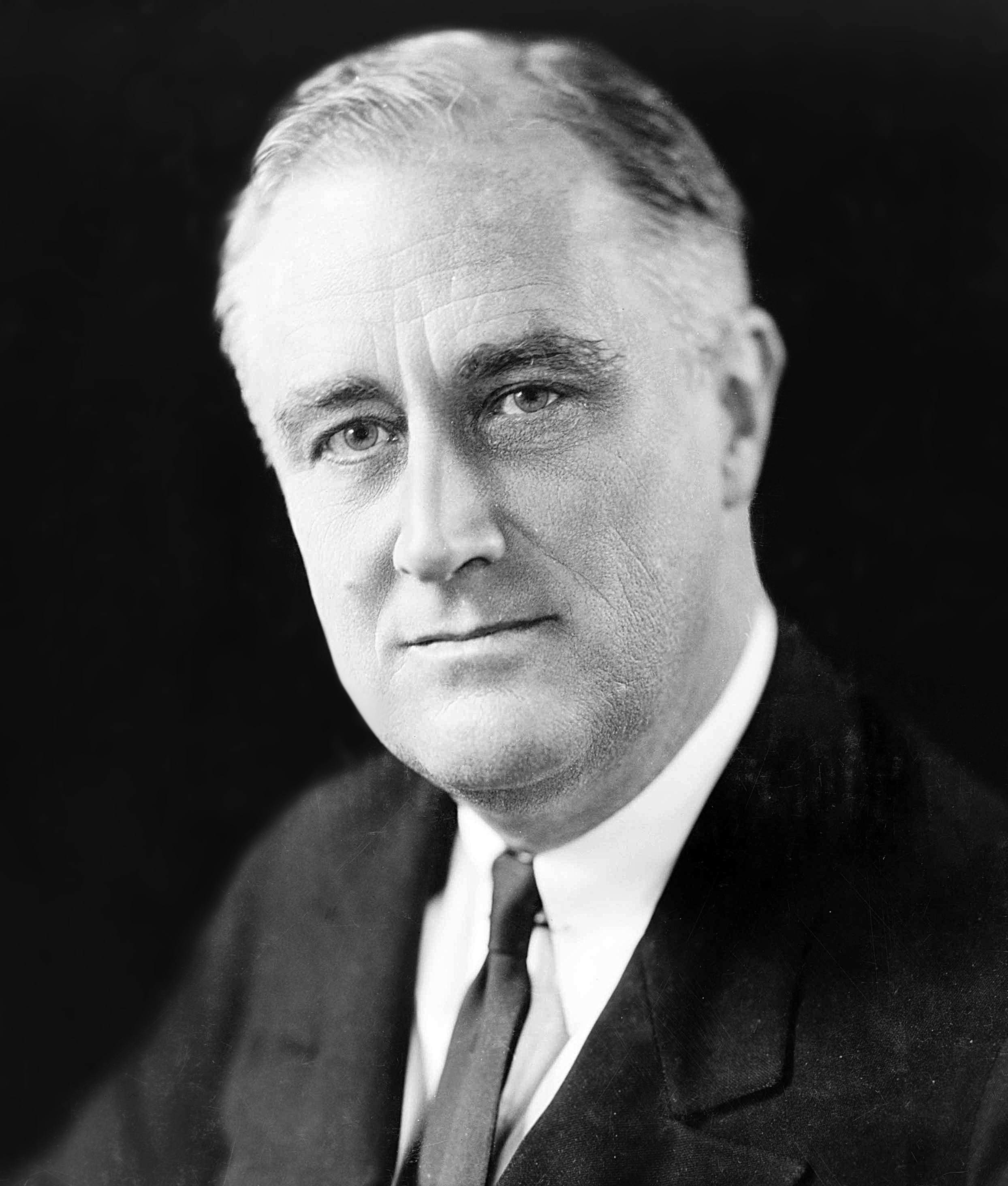
Franklin D. Roosevelt en 1933, à l'époque du New Deal

Les nœuds constitutionnels que le juge Hand doit dénouer portent souvent sur la question des pouvoirs du Congrès pour régler le commerce entre les États. En effet, les pouvoirs du Congrès en matière commerciale sont limités par l’article I, section 8, clause 3 de la Constitution (“[The US Congress shall have the power] to regulate Commerce with foreign Nations, and among the several States, and with the Indian Tribes”). Ainsi, dans plusieurs affaires, telles que United States v. Schechter ou Borella v. Borden Co., le point central du litige est de savoir si les législations sociales prises dans le cadre du New Deal respectent bien la Constitution. C’est le cas lorsque les règles litigieuses touchent bien des commerces qui effectuent des échanges de biens entre États des États-Unis.
Learned Hand a beaucoup appliqué sa position de retenue judiciaire et n’a pas voulu aller à l’encontre du législateur. Ainsi, lorsque le Fair Labor Standart Act et le National Labor Relation Act,, deux législations à caractère social importantes pour le New Deal de Roosevelt, font l’objet d’un litige devant la Cour d’Appel du Second Circuit, Hand privilégie une interprétation téléologique et justifie l’application des lois. Il écrit notamment : “It would as much defeat the purpose of the act . . . to deprive such workmen of its protection when they chance to be employed by a different employer, as when they are employed by the employer of the cutters and stitchers”.
Lors de la soumission au Congrès du Judiciary Reorganization Bill en 1937 par Roosevelt afin de réorganiser la Cour suprême, Learned Hand a adopté une position mesurée. Alors que les supporters et les opposants de Franklin Roosevelt se déchirent sur la question, Hand estime quant à lui que la réaction de Roosevelt est une conséquence logique de l’arrogance dont a fait preuve la Cour suprême, en écartant quasi-systématiquement les lois du New Deal.
D’un point de vue plus personnel, Hand a adopté une position publique neutre vis-à-vis des lois du New Deal. En 1932, il vote pour Herbert Hoover, sans grande conviction toutefois. Il soutient Franklin D. Roosevelt pour les 3 élections suivantes. Hand était favorable au progrès social, tout en restant critique des lois du New Deal, en ce qu’elles représentaient un danger pour les libertés individuelles. Il s’est néanmoins fermement opposé au comportement de la Cour suprême, qui a écarté de nombreuses lois du New Deal.

### Concept de droit privé développés par Learned Hand
Il s'agit d'une formule de droit de responsabilité permettant d’établir si le propriétaire d’une chose est tenue à une obligation de diligence à l’égard des tiers. Si le coût des précautions à prendre pour éviter le dommage est inférieur au coût du dommage, le propriétaire sera tenu de les prendre. Cette formule, basée sur le théorème de Coase, vise une allocation optimale des ressources en évitant au propriétaire des coûts exorbitants non-nécessaires. On y voit là l’influence du courant juridique Law and economics.

## Engagement politique
Venant d’une famille démocrate, ce fut un choc pour cette dernière lorsque Hand, en 1898, choisit de voter pour Theodore Roosevelt, un Républicain, en tant que gouverneur de New York et, encore plus, lorsqu’il s’inscrivit sur les listes Républicaines pour les élections présidentielles de 1900.
En 1912, bien que Theodore Roosevelt ait un certain appui lors des primaires, ce fut le candidat William Taft qui fut choisi pour représenter le parti aux élections présidentielles. Roosevelt fut alors très en colère et décida de créer son propre parti, le Progressive Party, que rejoignit Learned Hand. Le parti proposait une vision progressiste et semblait enfin convenir à Hand d’un point de vue idéologique, après ses nombreuses hésitations politiques.
Hand prend alors part publiquement à la campagne Bull Moose de Roosevelt en 1912. Il lui apporte son soutien en tant que juge mais également en tant qu’auteur et journaliste.
Il écrira de nombreux éditoriaux (anonymement) pour le journal The New Republic, connu pour ses positions progressistes ainsi que pour The Outlook, le journal de Theodore Roosevelt. Hand va également le soutenir dans sa volonté de légiférer en faveur des plus démunis (syndicats, travailleurs, femmes et enfants) et du contrôle des grandes corporations, alors que Républicains et Démocrates prônaient une politique non-interventionniste.
Cependant, lorsque ce fut à son tour de faire campagne lorsque le Progressive Party le nomina pour le role de « Chief Judge of New York Court of Appeals », Hand ne parvint pas à s’y faire ce qui l’amena à perdre les élections et à amèrement regretter de s’être présenter ; “I was a judge and a judge has no business to mess into such things”.
C’est au cours de la Première Guerre mondiale que la courte carrière politique de Hand prend fin. En effet, il décide alors de ne plus se mêler publiquement de politique et de se concentrer sur son métier de juge. Hand considère que la politique et le métier de juge ne font pas bon ménage, et il ne parvient plus à se trouver dans le Progressive Party. Orphelin politiquement, Hand refusera toujours de se qualifier de libéral ou de conservateur, jugeant même que la politique de parti était incompatible non seulement avec son rôle de juge, mais également avec son objectivité philosophique.
En 1923, Learned Hand rejoint les fondateurs du American Law Institute. Il s’agit d’une organisation indépendante aux États-Unis qui a pour but de produire des travaux universitaires afin de clarifier, moderniser et améliorer le droit positif. L’American Law Institute occupera une place très importante dans la vie et le travail de Hand et il y verra une forme de reconnaissance de son travail en tant que juge, reconnaissance qu’il ne parvenait plus à trouver dans un engagement politique quelqu’il soit.

## Philosophie du droit
Grâce à l’enseignement de ses professeurs, à Harvard et tout au long de sa carrière judiciaire, Hand a développé une certaine conception du droit et de la manière de juger, reposant sur deux piliers principaux: le scepticisme moral et le pragmatisme.

### Le scepticisme moral
Le scepticisme moral est un courant de pensée impliquant que la connaissance morale est impossible et qu’il ne peut donc être avancé que telle chose sera toujours juste ou que telle chose sera toujours moralement obligatoire.
On retrouve dans ce mouvement, notamment repris aux États-Unis par Oliver Wendell Holmes, un rejet du droit naturel mais aussi d’un absolutisme de la vérité, position également propre au pragmatisme. Learned Hand a suivi cette philosophie et sera considéré comme un relativiste, estimant que les valeurs morales ne sont que le produit de leur temps, et avant tout une « affaire de goût ». C’est justement ce relativisme, ce scepticisme moral, qui l’amena à questionner les décisions de la Cour suprême.

### Le pragmatisme
Le second pilier philosophique de Hand est le pragmatisme, un courant de pensée qui s’est développé aux États-Unis et fut hissé au pouvoir avec l’administration Roosevelt. Les philosophes William James, John Dewey et Charles Sanders Pierce en sont les représentants les plus connus. Ce dernier est à l'origine de l'article fondateur du mouvement intitulé “How to Make our Ideas Clear” publié en 1878.

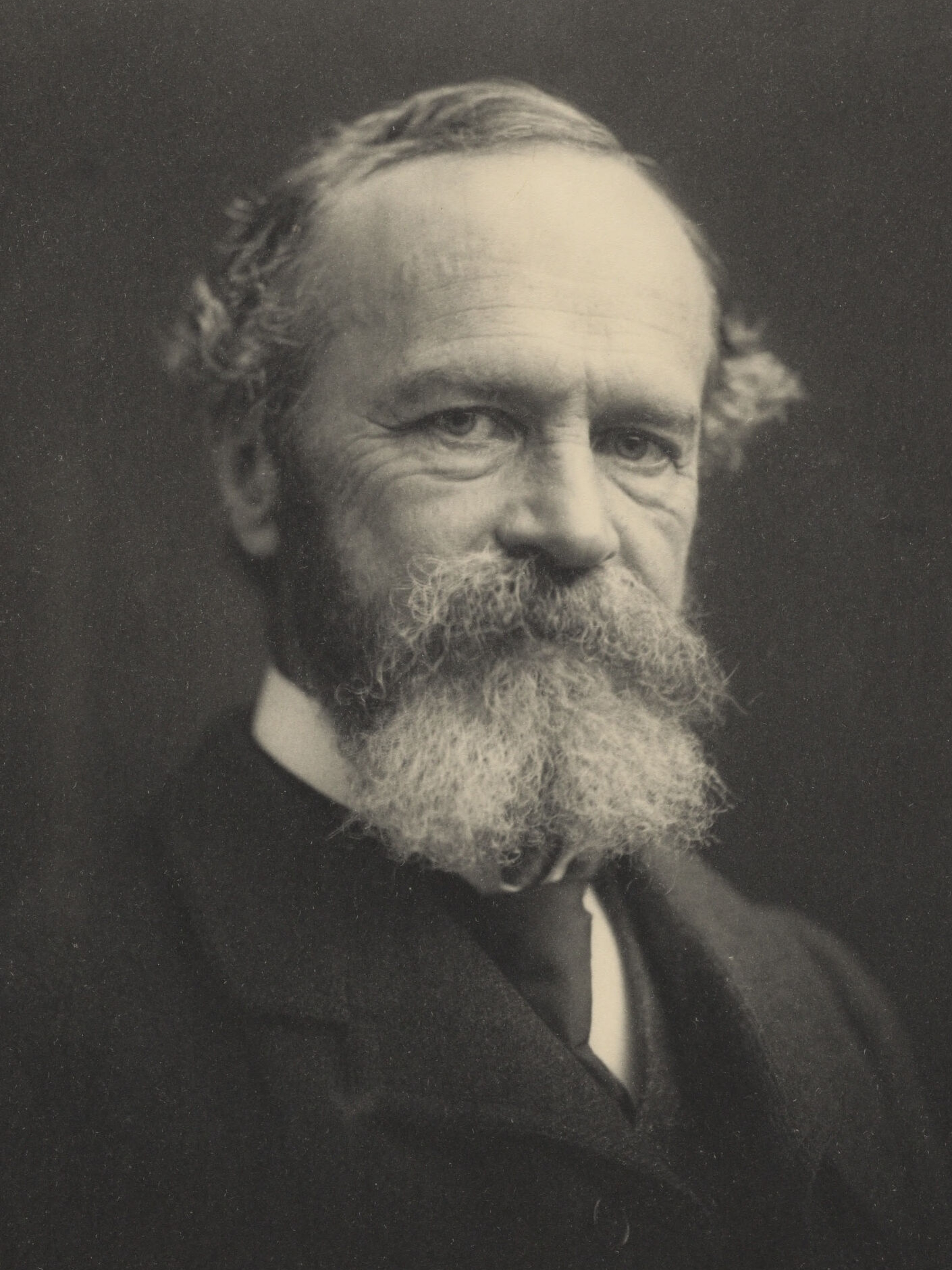
Le philosophe William James, qui fut notamment le professeur de Hand à Harvard

La conception pragmatique de la vérité va à l’encontre de notre tendance à vouloir tout unifier et systématiser. Les philosophes pragmatiques vont jusqu’à critiquer les systèmes de croyances qui ne peuvent être qu’un moyen pour les êtres humains de maintenir la cohésion générale de leur système de pensée. William James, qui fut le professeur de Hand à Harvard, en est un des plus grands représentants. On retrouve donc également chez Learned Hand un rejet du légalisme pur et dur et une vision holistique de la loi - ce qui est aussi proche de l’enseignement reçu par Thayer.
On peut également lire cette conception dans la philosophie juridique de Hand quant à son approche du Bill of Rights américain. Hand le considérait non comme une loi absolue ou comme un pilier intangible, mais plutôt comme quelques principes qu’il pouvait être prudent et judicieux de suivre ou d’observer afin de respecter au mieux la volonté constitutionnelle. De même, il est important de re-contextualiser et prendre avec recul toute décision en analysant ses conséquences pratiques.
Les lois étaient aux yeux de Learned Hand autant de compromis trouvés dans la résolution de conflits d’intérêts. En effet, le courant pragmatique offre une vision du droit comme se construisant dans un contexte de lutte permanente entre des intérêts et des opinions différents, traduits dans le discours du droit positif par les moyens de l’argumentation judiciaire. Il permet ainsi de mettre en évidence les rapports de force et abus de pouvoir en jeu dans la pratique du droit.

### L'art de juger
L'American Legal Realism part du principe que tout juge est susceptible de créer du droit et que la source d’inspiration créatrice des juges dépend non seulement des précédents mais également de leur expérience passée et leur formation juridique. Tout juge porte un bagage éducatif et politique, de sorte que son expérience influence le processus de décision des affaires qui lui sont soumises.

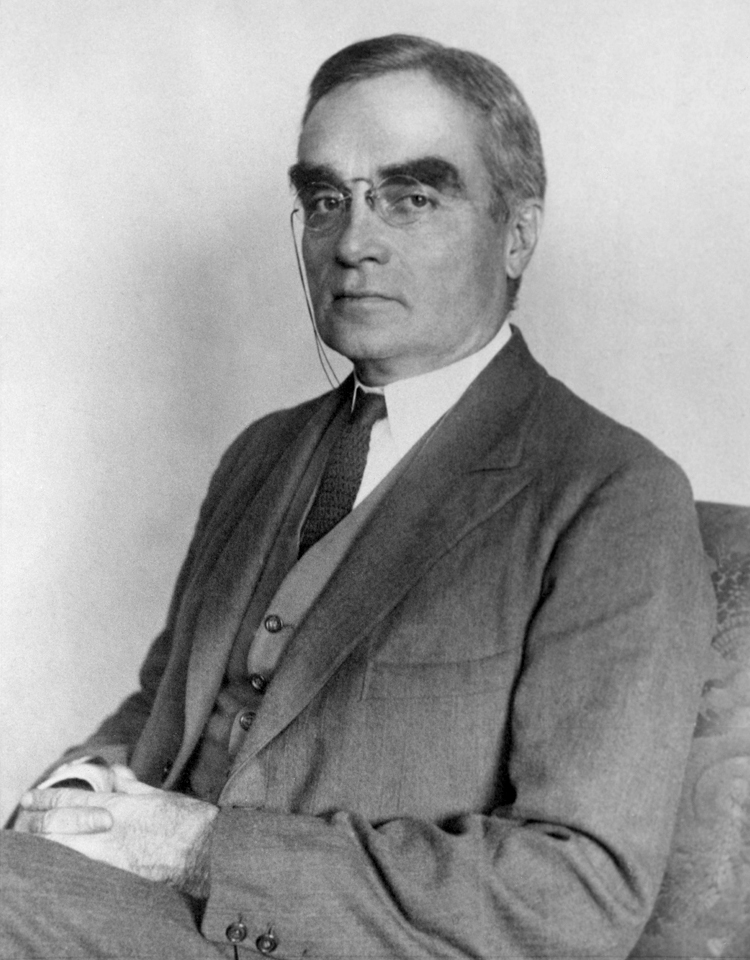
Le juge Learned Hand

À plusieurs reprises, Hand s'est positionné vis-à-vis du mouvement réaliste. S'il acceptait les principales hypothèses du courant, il considérait toutefois que la neutralité et l'objectivité du juge restaient atteignables. Trois éléments de sa philosophie juridique permettraient au juge d’atteindre cette objectivité :
- Le scepticisme : Hand considérait qu'un juge devait toujours être prêt à remettre en question ses propres hypothèses. Cette position l'a conduit à soumettre ses propres prémisses à un examen minutieux et à toujours énoncer clairement les fondements de ses décisions.
- La retenue judiciaire : Les conflits entre le bien et le mal ne concernent pas le pouvoir judiciaire et doivent être laissés à l'appréciation du processus démocratique afin que l'indépendance du pouvoir judiciaire soit préservée.
- Le détachement : « Judge as though it weren’t your fight ».

Learned Hand a montré qu'en réalité, le juge se retrouve toujours face à un dilemme. En effet, d'une part, pour maintenir son autorité et son pouvoir, il doit se tourner vers l'autorité (suivant le principe de la stare decisis) afin que ses décisions soient efficaces. D'autre part, la loi doit répondre aux besoins actuels de la société et le juge doit composer avec les aspirations de son temps. L'art du grand juge serait, selon Hand, celui qui consiste à trouver un équilibre entre les deux.

## Influence
Au cours de sa carrière, Learned Hand a rédigé plus de 4000 arrêts et avis qui ont souvent été applaudis pour leur clarté et leur précision. Aujourd’hui encore, Learned Hand est le juge le plus cité dans les avis de la Cour suprême. Il a notamment influencé les jugements relatifs à l’obscénité - son opinion selon laquelle les œuvres littéraires doivent être jugées dans leur ensemble et par rapport à leur lectorat visé est désormais acceptée en Droit Américain. L’avocat et professeur de droit Archibald Cox disait que “Les opinions du juge Hand ont eu une influence significative tant en cassant les restrictions imposées par le littéralisme pur de la tradition conservatrice qu’en montrant également utiliser avec sympathie et empathie les informations fournies par les processus législatifs et administratifs”.
Learned Hand a également eu un impact considérable dans le domaine du droit des affaires, notamment à la suite du procès United States v. Carroll Towing Co. dans lequel Hand utilise une nouvelle formule pour déterminer la responsabilité en cas de négligence. Toujours dans ce domaine, Hand a fortement influencé l’évolution de l’impôt sur les sociétés ainsi que le droit de la concurrence. De plus, ses décisions sur les brevets, les droits d’auteur et le droit maritime ont fortement contribué à l’évolution de ces lois dans ces domaines respectifs.
En tant que cofondateur de l’American Law Institute, Hand a également travaillé à développer l’influence des Restatements of the Law permettant d’affiner et de peaufiner les codes civils dans de nombreux États des États-Unis – et ce dans de nombreux domaines. Une des recommandations de l’American Law Institute a été de décriminaliser l’adultère et l’homosexualité, ce qui amena Learned Hand à faire la couverture de l’édition de Juillet-Août 1955 du magazine de la Mattachine Society Review (le magazine d’une des plus grandes organisations en faveur des droits des homosexuels de l’époque).
Hand a également gagné en popularité auprès du public grâce à son travail littéraire dont la clarté et la force de raisonnement a été louée par de nombreuses personnes, notamment par le Washington Post à l’occasion du 75ème anniversaire de Hand.
N’ayant jamais siégé à la Cour suprême, Hand a réussi à ne pas trop se mêler directement à la vie politique – ce qui lui permit d’évoluer sans être perpétuellement scruté et analysé. C’est sans doute pour cela, d’après le sociologue Marvin Schick, que les gens n’ont pas toujours relevé les contradictions dans sa philosophie juridique. En effet, bien que libéral, il a toujours plaidé pour le judicial restraint dans l’interprétation de la Constitution et il a toujours vu l’évolution des libertés individuelles comme étant une responsabilité du pouvoir politique et non judiciaire.